# Wild West Comedy Show: 30 Days & 30 Nights - Hollywood to the Heartland
Wild West Comedy Show: 30 Days & 30 Nights - Hollywood to the Heartland es un documental de comedia dirigido por Ari Sandel sobre la gira de treinta días de varios comediantes en vivo. Se estrenó el 8 de septiembre de 2006 en el Festival Internacional de Cine de Toronto. Se estrenó en Estados Unidos el 8 de febrero de 2008.

## Trama
El documental sigue la gira de variedades de comedia en vivo de un mes de duración de Vince Vaughn y cuatro comediantes al estilo de los espectáculos del Lejano Oeste. Vaughn eligió a cuatro comediantes de The Comedy Store en Los Ángeles (Ahmed Ahmed, John Caparulo, Bret Ernst y Sebastian Maniscalco) para la gira. La gira comenzó el 12 de septiembre de 2005 en Hollywood en el Music Box Theatre y abarcó treinta espectáculos durante treinta noches consecutivas en treinta ciudades de los Estados Unidos. Vaughn actúa como maestro de ceremonias y realiza sketches de improvisación con invitados sorpresa. Los comediantes viajaron más de 6000 millas en su gira e incluyeron paradas en los estados del oeste, sur y medio oeste. La película muestra parte de sus actuaciones en el escenario y contiene entrevistas con los distintos comediantes.

## Reparto
- Ahmed Ahmed
- Sean Fitzgerald
- Peter Billingsley
- John Caparulo
- Bret Ernst
- Jon Favreau
- Justin Long
- Sebastian Maniscalco
- Keir O'Donnell
- Vince Vaughn

## Producción
Vince Vaughn produjo la película, junto con su amigo Peter Billingsley. Los dos se conocieron en 1990 mientras hacían un episodio de CBS Schoolbreak Special. Victoria, la hermana mayor de Vaughn, también fue productora. El director del espectáculo fue Chad Horning y el director de escena fue Jason Ruffolo. La gira incluyó una sesión matinal no programada y las ganancias se destinaron al Ejército de Salvación para las víctimas del huracán Katrina.
Después de su proyección en el Festival Internacional de Cine de Toronto en 2006, The Weinstein Company compró los derechos de distribución del filme por una suma aproximada de entre 2,5 y 3,5 millones de dólares. Sin embargo, la compañía decidió no distribuir la película y ponerla en venta nuevamente. Harvey Weinstein y Vaughn tuvieron diferencias creativas. Mientras que Weinstein quería promocionarla como una comedia screwball, para Vaughn era «también una road movie. No es como una película tradicional». Posteriormente, la distribución de la cinta estuvo a cargo de New Line International y Picturehouse.

## Recepción

### Crítica
La película tiene un índice de aprobación del 59 % en el agregador de reseñas Rotten Tomatoes, basado en 88 reseñas, con una calificación promedio de 6.03/10; el consenso del sitio dice que el filme «tiene algunos momentos entretenidos, pero es en su mayoría acierta y falla». Metacritic informó que la película obtuvo una puntuación promedio de 51 sobre 100, según 24 reseñas.
Peter Hartlaub del San Francisco Chronicle escribió que «es una comedia divertida y, a veces, un drama aún mejor» y la calificó como una «buena pieza complementaria» de la película Comedian de 2002. Hartlaub dijo: «Todos los cómicos tienen sus momentos buenos y malos, pero podría decirse que John Caparulo es el más divertido tanto dentro como fuera del escenario» y «la película es mejor cuando Vaughn aprovecha su propia estatura en la cultura pop». Hartlaub también escribió que «el director Ari Sandel dirige bien la película».
Stephen Holden de The New York Times lo describió como «más un documental entre bastidores» que una película de concierto. Holden escribió que la película «incluye algunos fragmentos moderadamente divertidos de actuaciones reales», pero «nunca vemos una actuación completa o incluso una cuarta parte de una». La calificó como «una de las giras más tranquilas jamás filmadas». Escribió que la gira fue desviada porque se produjo después de que el huracán Katrina azotara la costa del Golfo. El crítico escribió: «En la escena más reveladora, el Sr. Vaughn y su equipo visitan un campamento de casas rodantes en Alabama para regalar boletos a los residentes, muchos de ellos evacuados de Nueva Orleans que lo perdieron todo».
Kyle Smith del New York Post le dio a la película una estrella de cuatro, escribiendo: «Una colección de dos años y medio de monólogos mediocres y charlas aburridas detrás del escenario, Wild West Comedy Show demuestra por qué los clubes de comedia requieren que tengas un par de copas encima». Smith dijo que «sólo alrededor del cuarenta por ciento de la película es comedia; el resto consiste en muchas tomas de mapas» y dijo que la película era «peor que una noche de micrófono abierto».

### Taquilla
La película se estrenó en Estados Unidos el 8 de febrero de 2008 y recaudó 464 170 dólares en 962 salas ese fin de semana, con un promedio de 483 dólares por sala. Recaudó un total de 603 894 dólares después de tres semanas en los cines.